# 나카니시 노리마사
나카니시 노리마사(일본어: 中西 規真, 1991년 4월 11일 ~ )는 일본의 전 축구 선수이다.

## 구단 경력
그는 2014년부터 2019년까지 J리그의 YSCC 요코하마에서 활동하였다.